# Yvo Kortmann
Yvo Constantinus Thadeus Josephus Kortmann (Weert, 17 oktober 1947) is een Nederlands politicus van het CDA.
Zijn vader was politicus Constant Kortmann en zijn broers zijn de rechtsgeleerden Constantijn en Bas Kortmann.
In november 1982 werd hij burgemeester van Baarle-Nassau waarna in 1990 zijn benoeming volgde tot burgemeester van Oisterwijk. Na drie termijnen van zes jaar wilde hij nog graag aan een vierde termijn daar beginnen maar na druk vanuit de gemeenteraad zag hij daarvan af. Vervolgens was hij enkele jaren waarnemend burgemeester van de gemeente Best. Van 1 januari 2014 tot 12 januari 2015 was Kortmann de waarnemend burgemeester van Waalre.
- International Standard Name Identifier: 0000 0004 5931 2885
- Nederlandse Thesaurus van Auteursnamen: 40041516X
- Virtual International Authority File: 152147266833935482053
- WorldCat: E39PBJvCWKgWqydcrJrrB3X8G3